# Bonellia brevifolia
Bonellia brevifolia là một loài thực vật có hoa trong họ Anh thảo. Loài này được (Griseb.) B.Ståhl & Källersjö mô tả khoa học đầu tiên năm 2004.